# Angela Ellard

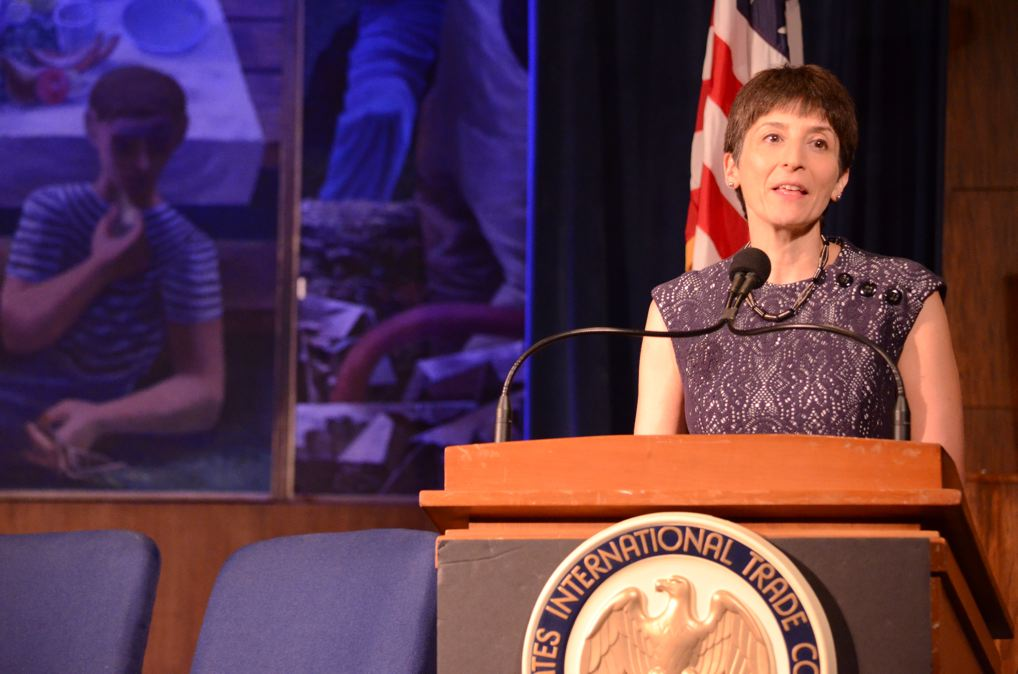
Angela Ellard bei der International Trade Commission

Angela Paolini Ellard (* 19. März 1961, Minneapolis, Minnesota) ist eine US-amerikanische Juristin und stellvertretende Generaldirektorin der Welthandelsorganisation (WTO).

## Leben
Ellard wurde am 19. März 1961 in Minneapolis geboren. Ihr Vater war der Professor für Spanisch und vergleichende Literaturwissenschaften Gilberto Ellard.
Ellard studierte am Newcomb College der Tulane University, welches sie mit einem Bachelor of Arts summa cum laude aus dem Jahr 1982, einem Master of Arts in Public Policy 1983 und einem Juris Doctor cum laude 1986 verließ. Ihre Zeit in der Rechtsfakultät verbrachte sie unter anderem in Moot Courts. Später sah sie in dieser Zeit eine große Erfahrung und dankte für diese Möglichkeit dem Professor George Strickler.
Sie begann nach ihrer Ausbildung, als Anwältin mit Spezialisierung in Handelsverfahren zu arbeiten. Sie arbeitete von 1986 bis 1990 für die Anwaltskanzlei Akin, Gump, Strauss, Hauer & Feld und ab dann bis 1995 für Weil, Gotshal & Magnes.
Ab 1998 begann sie als Handelsexpertin für das US-Repräsentantenhaus zu arbeiten. Ellard arbeitete dort unter anderem als Beraterin für den Vorsitzenden des Ways & Means Committee und des Vorsitzenden des Handelsunterkommitee, während ihrer Amtszeit waren dies unter anderem Kevin Brady und David Reichert. Sie arbeitete für die Republikanische Partei und konnte in der Zeit Bush an Freihandelsabkommen mit Kolumbien, Korea und Panama arbeiteten. 2007 war sie eine der Hauptverantwortlichen des „May 10 Agreement“, was Staaten, die Freihandelsabkommen mit den Vereinigten Staaten schließen wollten, dazu drängt gewisse Umwelt- und Arbeitsschutzsstandards einzuhalten. Das May 10 Agreement soll ein wichtiger Punkt für das Gelingen des Freihandelsabkommens mit Peru gewesen sein. Im 109. Kongress arbeitete sie neben den Beziehungen mit China an der Implementation der Freihandelsabkommens mit Bahrain und Oman, sowie des CAFTA. 2009 unterzeichnete Obama den Trade and Globalization Adjustment Assistance Act, der auf Ellards Arbeit zurückzuführen war. Im 112. Kongress brachte Ellard mit ihrem Team sieben Gesetze durch den Kongress mit Unterstützung beider Parteien. Sie verhandelte als Teil des Trans Pacific Agreements. Ellard sagte über ihre Arbeit, dass sie in ihrer universitären Ausbildung mit Außenpolitik spezialisiert war, die meisten Probleme jedoch in der Welt Handelsprobleme seien.
In ihrer gesamten Zeit im Kongress konnte sie so Erfahrung in der Verhandlung von Handelspolitiken mit Mitgliedern des Kongresses und Verwaltungsbeamten der Administrationen Clinton bis Biden sammeln.
Am 4. Mai 2021 ernannte Ngozi Okonjo-Iweala Ellard neben Jean-Marie Paugam, Anabel González und Xiangchen Zhang zu einer der vier stellvertretenden Generaldirektoren der Welthandelsorganisation. Seit Juni 2021 ist sie im Amt. Sie präsidiert über die Rechtsabteilung, die Abteilung Regeln, Verwaltung und Sprachabteilung. Eine ihrer Aufgaben seit der MC12 war die Überzeugung der Mitglieder zur Ratifikation des Übereinkommens über Fischereisubventionen. Ellard trat am 1. August 2025 vom Amt zurück. Als ihre Nachfolgerin wurde Jennifer Nordquist ernannt.

### Privates
Sie ist römisch-katholisch und seit 1990 verheiratet. Als Hobbys gibt sie Kochen, Wandern und Sport treiben an.

## Auszeichnungen
Im Laufe ihrer bisherigen Karriere gewann die Juristin zahlreiche Auszeichnungen. So von der American Bar Association, des Trade Policy Forum und der Organization of Women in International Trade.
Daneben gewann sie den Lighthouse Award und den Lifetime Achievement Award der Washington International Trade Association.